# Galerijeva vrata in Rotunda v Solunu
Galerijev slavolok (Gr.: αψίδα του Γαλερίου) (ali Kamara, Gr.:καμάρα)  in Rotunda (Ροτόντα) sta sosednja spomenika iz začetka 4. stoletja našega štetja v mestu Solun v regiji Centralna Makedonija v severni Grčiji. Rimski triumfalni slavolok je bil postavljen med letoma 299 in 303. Služil je kot glavni vhod v mesto Solun.

## Zgodovina
Rimski cesar Galerij iz 4. stoletja je ti dve zgradbi naročil kot elementa cesarskega predela, povezanega z njegovo solunsko palačo. Arheologi so na jugozahodu našli velike ostanke palače.Te tri monumentalne zgradbe je povezovala cesta, ki je potekala skozi slavolok, ki se je dvigal nad glavno cesto mesta vzhod-zahod.
Rotunda je bila masivna krožna zgradba z zidanim jedrom, ki je imel okulus, kot je bil Panteon v Rimu. Preživel je več obdobij uporabe in spreminjanja kot politeistični tempelj, krščanska bazilika, muslimanska mošeja in spet krščanska cerkev (in arheološko najdišče). Minaret je ohranjen od njegove uporabe kot mošeja, na njegovi južni strani pa so razkriti starodavni ostanki.
Slavolok je bil postavljen nekaj sto metrov pred vzhodnimi mestnimi vrati Soluna, skozi pa je potekala cesta Egnatija, ena od glavnih cest v Rimskem cesarstvu. Razlog za postavitev konstrukcije je bila proslavitev rimske zmage nad Perzijci. Lok je bil sestavljen iz zidanega jedra, obloženega z marmornatimi kiparskimi ploščami, ki so slavile zmago nad Narsesom (Narseh), sedmim cesarjem v sasanidskega perzijskega cesarstva, leta 299 našega štetja. Ohranjeno je približno dve tretjini loka.
V obdobju vzhodnega rimskega cesarstva je slavolok postal pomemben simbol mesta, bil je prenovljen in okrašen z zlato kupolo na vrhu. Danes je Galerijeva Kamara poleg belega stolpa in Rotunde prepoznavni simbol Soluna in turistična znamenitost.

## Lokacija in opis slavoloka
Galerijev slavolok stoji na današnjem križišču ulic Egnatia in Dimitriou Gounari. Zgrajen je bil v letih 298 do 299 našega štetja in posvečen leta 303 našega štetja za praznovanje zmage tetrarha Galerija nad Sassanidskimi Perzijci v bitki pri Satali in zavzetje njihovega glavnega mesta Ktezifon leta 298.
Zgradba je bila oktopilon (osemstebrni prehod), ki je tvoril trojni lok, ki je bil zgrajen iz ruševinastega zidanega jedra, ki je bil najprej obložen z opeko, nato pa z marmornimi ploščami s kiparskim reliefom. Osrednja obokana odprtina je bila široka 9,7 m in visoka 12,5 m, sekundarni odprtini pa sta bili široki 4,8 m in visoke 6,5 m. Osrednji lok je zajemal del ulice Via Egnatia (primarna rimska cesta od Dyrrhacijuma do Bizanca), ki je skozi mesto potekala kot decumanus (glavna ulica vzhod-zahod). Cesta, ki povezuje Rotundo (125 m severovzhodno) s palačo (235 m jugozahodno), je skozi slavolok tekla po daljši osi.
Preživeli so le severozahodni trije od osmih stebrov in deli zidanih jeder zgornjih lokov: izgubljena je celotna vzhodna stran (štirje stebri) in najjužnejši od zahodnih stebrov. Na izpostavljenih zidanih jedrih je bila izvedena obsežna konsolidacija s sodobno opeko za zaščito spomenika. Oba stebra, ki obkrožata osrednji obokan prehod, ohranjata svoje izklesane marmorne plošče, ki v širokem panegiričnem pogledu prikazujejo Galerijeve vojne proti Perzijcem.

### Kiparski program slavoloka
Razumevanje kiparskega programa slavoloka je omejeno z izgubo večine marmornih plošč, vendar ostanki dajejo vtis celote. Na vsakem stebru so bili vklesani štirje navpično zloženi registri izklesane dekoracije, ki so bili ločeni z dodelanimi letvami. Oznaka za reko Tigris pomeni, da so verjetno obstajale etikete na drugih predstavitvah, kot se je gradbenikom zdelo potrebno. V predstavitvah je bila sprejeta umetniška licenca, na primer, Cezar Galerius je prikazan v osebnem boju s sasanidskim šahom Narsesom v enem od panojev; čeprav se v bitki nikoli nista srečala. Na loku montirani Galerij napade podobno postavljenega Narsesa s kopljem, ko se orel, ki nosi svoje zmagovalne vence v kitah, približa Galeriju. Cezar varno sedi na svojem konju, perzijski kralj pa je videti skoraj brez konja. Prestrašeni Perzijci se v bojnem kaosu zgrinjajo pod kopita cesarjevega konja. Plošča izraža moč Cezarja Galerija.
Relief cesarske družine, ki je bila združena v zahvalno žrtev, svoj oddaljeni prototip dolguje avgustovskim reliefom na Ara Pacis Augustae v Rimu. Na njegovi strani je prikazana Galerijeva žena, Dioklecijanova hči Valerija, ki potrjuje njegovo povezavo s predhodnikom. Tako kot drugod so bili vsi obrazi skrbno izklesani, bodisi kot damnatio memoriae bodisi v poznejši kulturni nestrpnosti podob.
Na drugi plošči so tetrarhi postavljeni v toge, ko Victoria poda venčni zmagovalni venček na glave obeh Avgustov. Tretja plošča praznuje enotnost tetrarhije z upodobitvijo tetrarhov, ki stojijo skupaj; depersonaliziran način upodabljanja tetrarhov spominja na shematične kipe tetrarhov v porfirju v baziliki svetega Marka v Benetkah. Samo Galerius je oblečen v oklep in daruje na oltar.
Kar ostaja od slavoloka, potrjuje slavo tetrarhije in pomembnost Galerija v tem sistemu. Slavolok časti Rimsko cesarstvo kot del Galerijeve zmage nad sasanidskim kraljem.

## Galerijeva rotunda
Galerijeva rotunda stoji 125 m severovzhodno od Galerijevega slavoloka na 40 ° 37'59,77 "N, 22 ° 57'9,77" E. Znana je tudi (s svojim posvečenjem in uporabo) kot grška pravoslavna cerkev Agios Georgios in se neformalno imenuje cerkev Rotunda (ali preprosto Rotunda).
Cilindrična zgradba je bila zgrajena leta 306 našega štetja po naročilu tetrarha Galerija, ki naj bi bil njegov mavzolej.
Rotunda ima premer 24,5 m. Njene stene so debele več kot 6 m, zato je zdržala potres v Solunu. Stene prekinja osem pravokotnih obokov, vhod pa tvori zahodni obok. Ravna opečna kupola, visoka 30 m na vrhu, krona valjasto strukturo. V prvotni zasnovi je imela kupola Rotunde okulus.

### Uporaba Rotunde
Po Galerijevi smrti leta 311 je bil pokopan v Gamzigradu (Felix Romuliana) blizu Zaječarja v Srbiji. Rotunda je nekaj desetletij stala prazna, dokler cesar Teodozij I. v poznem 4. stoletju ni odredil, da bi jo spremenili v krščansko cerkev. Cerkev je bila okrašena z zelo kakovostnimi mozaiki. Od prvotne dekoracije so se ohranili le drobci, na primer trak, ki upodablja svetnike z dvignjenimi rokami v molitvi pred zapletenimi arhitekturnimi fantazijami.
Stavba je bila več kot 1200 let uporabljena kot cerkev (cerkev Asomaton ali Archangelon), dokler mesto ni padlo pod Osmansko cesarstvo. Leta 1590 je bila preurejena v mošejo, imenovano mošeja Suleyman Hortaji Effendi, in zgradbi je bil dodan minaret. Kot mošeja so jo uporabljali do leta 1912, ko so Grki med balkansko vojno zavzeli mesto. Grški pravoslavni uradniki so strukturo ponovno posvetili kot cerkev in minaret pa opustili. Struktura je bila poškodovana med potresom leta 1978, vendar je bila obnovljena. Od leta 2004 je bil minaret še vedno stabiliziran z odrom. Zgradba je zdaj zgodovinski spomenik pod eforatom bizantinskih starin grškega ministrstva za kulturo, čeprav ima Grška pravoslavna cerkev dostop do spomenika nekaj dni v letu (kot cerkev sv. Jurija) za različne svečanosti.
Rotunda je najstarejša izmed solunskih cerkva. Nekatere grške publikacije trdijo, da je to najstarejša krščanska cerkev na svetu, čeprav obstajajo konkurenti za ta naslov. Je najpomembnejši ohranjeni primer cerkve iz zgodnjega krščanskega obdobja grško govorečega dela Rimskega cesarstva.